# Orchideenwiese bei Diepenau
Die Orchideenwiese bei Diepenau ist ein Naturschutzgebiet im niedersächsischen Flecken Diepenau in der Samtgemeinde Uchte im Landkreis Nienburg/Weser.

## Allgemeines
Das Naturschutzgebiet mit dem Kennzeichen NSG HA 230 ist 0,6 Hektar groß. Das 0,53 Hektar große FFH-Gebiet „Feuchtwiese bei Diepenau“ ist Bestandteil des Naturschutzgebiets. Das Gebiet steht seit dem 12. November 2015 unter Naturschutz. Zuständige untere Naturschutzbehörde ist der Landkreis Nienburg/Weser.

## Beschreibung
Das Naturschutzgebiet liegt zwischen Rahden und Petershagen. Es stellt eine von Waldflächen umgebene, naturnahe Feuchtwiese mit einem außergewöhnlichen Bestand an Orchideen unter Schutz. Der nordöstliche Teil der Wiese ist mäßig feucht und wird von einem Borstgrasrasen eingenommen. Hier siedeln u. a. Borstgras, Teufelsabbiss sowie Hirse- und Pillensegge. Der südwestliche Teil der Wiese ist feuchter und wird von einer Pfeifengraswiese u. a. mit Gewöhnlichem Pfeifengras, Teufelsabbiss und Saumsegge eingenommen. Beide Teile werden in großer Zahl von Geflecktem Knabenkraut besiedelt.
Im Westen des Naturschutzgebiets befindet sich ein anthropogen entstandenes Kleingewässer mit Laichkraut- oder Froschbissgesellschaften. Hier sind u. a. Kleine Wasserlinse und Vielwurzelige Teichlinse zu finden. Die Ufervegetation des von Erlen und Eschen gesäumten Gewässers wird u. a. von Wassergreiskraut gebildet. Das Gewässer ist Lebensraum für Amphibien und Libellen.
Die Wiese wird zur Pflege einschürig gemäht. Das Naturschutzgebiet grenzt im Osten an die Landesstraße 343.